# オニビシ (人物)
オニビシ（鬼菱、遠仁比之、? - 1668年(寛文8年)4月21日）は、蝦夷地に存在したアイヌ部族のひとつハエクル（シュムクル）の首長・惣乙名。

## 領地
諸史料によると、オニビシは「ハエ(波恵川流域)」を本拠地とする「ハエクル(ハイクルとも)」と呼ばれる集団の長であったと伝えられている。海保嶺夫は『津軽一統志』などの記述に基づいてオニビシが日高北部から胆振西部、現在の札幌市にまで及ぶ広大な領域を統べる大首長であったと論じているが、現在ではこの説に対する批判もある。大井晴男は実際のオニビシの勢力圏はより限定された、新冠川を中心とする波恵川・慶能舞川・賀張川・厚別川流域(現新冠町・日高町)一帯であったと論じている。
オニビシを首長とするシュムクルはニイカップを中心として静内側上流域から西側に勢力を張っていた。オニビシはシコツの頭と見られているが、シコツは千歳、勇払、鵡川、沙流など幅広い範囲に渡っていたとされる。
ハエクル(を含むシュムンクル)は墓制・伝承などで他のアイヌ集団とは著しく異なる特徴を持っており、特に静内川の対岸を本拠地とするメナシクルとは漁猟圏を巡って対立していた。

## 経歴
寛永年間（1624-44）から松前藩が商場知行制を推進したことで、アイヌ民族たちは漁獲高や狩猟の獲物を増やすことを迫られた。オニビシは石狩湾と太平洋を結ぶ交通路を勢力下におさめたが、静内川流域の漁猟圏（イオル）を巡ってメナシクルの大将であるセンタインと争った。センタインは豪勇で知られ、センタインがオニビシ領に入って狩猟を行っても何も文句を言うことができなかったとされる。センタインがオニビシの領土に攻め込んだが守りは堅く、1648年（慶安元年）にセンタインは攻めあぐねるうちに亡くなり、カモクタインがメナシクルの大将を継いだ。
1653年（承応2年）、オニビシがカモクタインの配下にあったシャクシャインと酒を飲んだ際、シャクシャインがオニビシの部下を撲殺し、オニビシとカモクタインは戦争状態になった。この争いの中でオニビシは多くのアイヌを味方につけ、カモクタインを打ち殺して優勢となった。しかしシャクシャインは劣勢であることから逃げ出すことを計画し、ツノウシという一族に戒められ仕方なくメナシクルの大将になった。
シャクシャインが討ち取られればその仇討ちにより内戦が続くことは必至で、この争いにより交易状況が悪化することを懸念した松前藩は両者に使者を送って和解を試みたが、失敗に終わった。とうとう松前高広は家臣である佐藤権左衛門・下国内記を派遣して両者を説得し、米・酒・器具・宝物などを与えてオニビシとシャクシャインを福山城下に招いて調停し、両者の争いは一時的におさまった。このときシュムクルと松前藩に同盟関係が生まれたとされる。
しかし、1665年（寛文5年） 松前藩が交易価格をつり上げたため、優位であったオニビシ側がシャクシャイン側のシカ狩りを妨害したり、シャクシャインのイオルであった静内川でサケ漁を行ったりしたので1666年（寛文6年）オニビシとシャクシャインの間の争いが再燃した。
1667年（寛文7年）、オニビシ一味のツカコホシという者の甥が浦河に鶴を捕まえにきた際、オニビシの横暴な態度に不満が溜まっていたシャクシャイン一味は鶴を捕まえることを許さず、結局宴会の席でシャクシャインの息子カンリリカがツカコホシの甥を打ち殺してしまう。オニビシは300品の償いものをシャクシャインに求めるが、シャクシャインはカンリリカが不在であるためそれまで待てと言っていつまでも償いものを出そうとしなかった。そこでオニビシは11月ごろになって、手下90人余りを連れてシャクシャインの居宅に向かったが、シベチャリ（静内）にいた砂金掘りの文四郎という和人に仲裁を説得され、11品の償いものを受け取って帰った。この後、オニビシは現在の新ひだか町静内目名にメナチャシを築いた。文四郎は事の次第を松前藩に報告し、翌年2月に松前藩も円満な解決を望んでいることを伝えた。
4月21日、子供とともに砂金掘りの文四郎宅へ立ち寄ったところ、静内川を渡ってきたシャクシャインの軍勢に屋敷を取り囲まれ、殺害された。彼の死後、シュムクルは勢力を失っていき、アイヌ民族は松前藩と対立することになる。

## 人物
松前藩の仲介によって勝利が近かったシャクシャインとの戦いでメナシクルを助けざるを得なかったということから、シャクシャインを蔑む傾向があった。1666年（寛文6年）には、シャクシャインが熊の子2頭を狩って川を下っていた際、オニビシは2頭のうち1頭を置いていけと言い、シャクシャインが無視して通り過ぎようとすると悪口雑言を浴びせたとされる。またその年の冬には、ツノウシが鹿を狩ろうとしたところ、オニビシは山に行って「川で鮭を捕るのは自由だがこれより奥で鹿を狩るのは断じてならぬ」と追い返したとされる。